# Rhabdotus
Rhabdotus is een geslacht van kevers uit de familie van de loopkevers (Carabidae). De wetenschappelijke naam van het geslacht is voor het eerst geldig gepubliceerd in 1865 door Chaudoir.

## Soorten
Het geslacht Rhabdotus is monotypisch en omvat slechts de volgende soort:
- Rhabdotus reflexus (Chaudoir, 1865)